# UEFA-Regiobeker
De UEFA Regiobeker is een tweejaarlijks voetbaltoernooi georganiseerd door de UEFA, waaraan districts- en regionale teams deelnemen uit landen die bij de Europese voetbalbond zijn aangesloten.

## Speelgerechtigd
De UEFA Regiobeker betreft een Europees kampioenschap op amateurniveau tussen districts- en regionale teams die (onder)afdeling vertegenwoordigen van de nationale voetbalbonden. Landen die bij de Europese voetbalbond UEFA zijn aangesloten mogen één team inschrijven voor het kampioenschap. Het kan ook voorkomen dat er een combinatie van de beste amateurspelers uit een land worden gehaald, wat over het algemeen door dwergstaatjes wordt gedaan wegens een gebrek aan regio's.
Nadat in 1996 door een herstructurering bij de KNVB de provinciale en regionale afdelingen werden opgeheven, werden de districten vernoemd naar windstreken. Namens Nederland namen de districtselftallen van West (1999, 2007, 2009) Midden (2001), Noord (2003) en Zuid (2005) deel. Vanaf 2011 besloot de KNVB om geen districtselftallen meer voor dit kampioenschap in te schrijven.

## Winnaars
| Seizoen | Gastland    | Winnaar                 | Score                    | Runner-up                  |
| ------- | ----------- | ----------------------- | ------------------------ | -------------------------- |
| 1999    | Abano Terme | Veneto Italië           | 3-2                      | Madrid Spanje              |
| 2001    | Zlín        | Moravië Tsjechië        | 2-2 (n.v.l.; 4 - 2 pen.) | Braga Portugal             |
| 2003    | Heidenheim  | Piëmont Italië          | 2-1                      | Maine Frankrijk            |
| 2005    | Proszowice  | Baskenland Spanje       | 1-0                      | Zuid-West Sofia Bulgarije  |
| 2007    | Sliven      | Neder-Silezië Polen     | 2-1 (n.v.l.)             | Yugoiztochen Bulgarije     |
| 2009    | Kroatië     | Castilië en León Spanje | 2-1                      | Oltenië Roemenië           |
| 2011    | Portugal    | Braga Portugal          | 2-1                      | Leinster & Munster Ierland |
| 2013    | Italië      | Veneto Italië           | 0-0 (n.v.l.; 5 - 4 pen.) | Catalonië Spanje           |
| 2015    | Ierland     | Eastern Region Ierland  | 1-0                      | Zagreb Kroatië             |
| 2017    | Istanbul    | Zagreb Kroatië          | 1-0                      | Eastern Region Ierland     |
| 2019    | Beieren     | Neder-Silezië Polen     | 3-2                      | Beieren Duitsland          |
| 2023    | Galicië     | Galicië Spanje          | 3-1                      | Belgrado Servië            |